# Експедиция „Българи - Прародина“
Експедиция „Българи – Прародина“ е български документален филм в 3 части от 2009-2010 г.
Отразява първата национална интердисциплинарна експедиция, организирана и проведена под егидата на БАН и СУ „Свети Климент Охридски“, която през 2008 година тръгва на изток по следите на прабългарските преселения - Таджикистан, Узбекистан и Афганистан. Експедицията открива двойник на Мадарския конник в Северен Афганистан.

## Състав
- Сценарист и режисьор: Александър Илиев
- Оператори: Александър Илиев и Иво Леонкев
- Музика: Васко Генев, Александър Илиев, Ивайло Георгиев – тъпан, тарамбука.

## Серии

### Розетата
Експедицията потегля от България с информацията, че в Таджикистан съществуват прототипи на 7-лъчната розета от Плиска. Седем звезди и лъв са изобразени на гербовете на днешната азиатска република от древността до наши дни. Пътят до Централна Азия донася един възможен отговор и множество въпроси, които трябва да бъдат проверени. Следващата стъпка на експедицията ще бъде да прекоси древната река Вахш, наречена днес в част от своето протежение Амударя. Отвъд нея е древна Балкхара /Бактрия/.

### Балкхара
Балкхара е сочена от много източници за прародина на прабългарите. Пръв Георги Раковски (1821-1867) предполага, че някъде около Памир вероятно се намира прародината на прабългарите. Наивният му, но родолюбив езиковедски труд дава шанса на тогавашната прохождаща историческа наука да търси първите обиталища на кръстопътя на някои от най-древните цивилизации - персийската и индската.
Запасени с над 50 кг научна литература и в резултат на многобройните си срещи на място учените откриват сходства и паралели в областта на антропологията, археологията, архитектурата, нумизматиката, медицината, музиката, обичаите, поминъка, занаятите и отговаря на много въпроси, свързани с произхода и прародината на прабългарите.

### Мадар
Най-много следи за прабългарите се намират в земите на Северен Пакистан, Североизточен Афганистан, Узбекистан – на територия може би от около 1 800 000 км2. Експедицията се отправя към Памир, където според информация от древни източници, дневници на пътешественици и изследвания на няколко поколения учени и краведи търси следите на Мадарския конник. Българите са наричани от повечето хронисти коневъди, конни бойци, конен народ.
Сведенията на експедицията сочат, че в долината на Балкх има вероятен съименник на мадарския конник. Целта е да бъдат открити нови факти около хипотезата за древноиранския и древнопамирски произход на многобройните прабългарски изображения на конници. Пир съпоставяне на избрания материал се откриват много сходства, но не се стига до окончателен отговор. Необходима е продължителна работа по онези места. Налага се нов прочит на изворите, трябва да бъдат направени нови проучвания, които да защитят (или опровергаят) тази хипотеза, която в близките години може да стане утвърдена теза в българската историография.